# Rivière (Profondeville)
Rivière (wa. Rivire) – dzielnica (section) gminy Profondeville w Belgii, w Regionie Walońskim, w prowincji Namur, w okręgu Namur. 1 stycznia 2020 roku liczyła 565 mieszkańców. Do 31 grudnia 1976 r. samodzielna gmina.

## Demografia
Liczba mieszkańców, stan na 1 stycznia:
| Rok                | 1930 | 1947 | 1961 | 2020 |
| ------------------ | ---- | ---- | ---- | ---- |
| Liczba mieszkańców | 328  | 310  | 351  | 565  |